# Malpensa Express

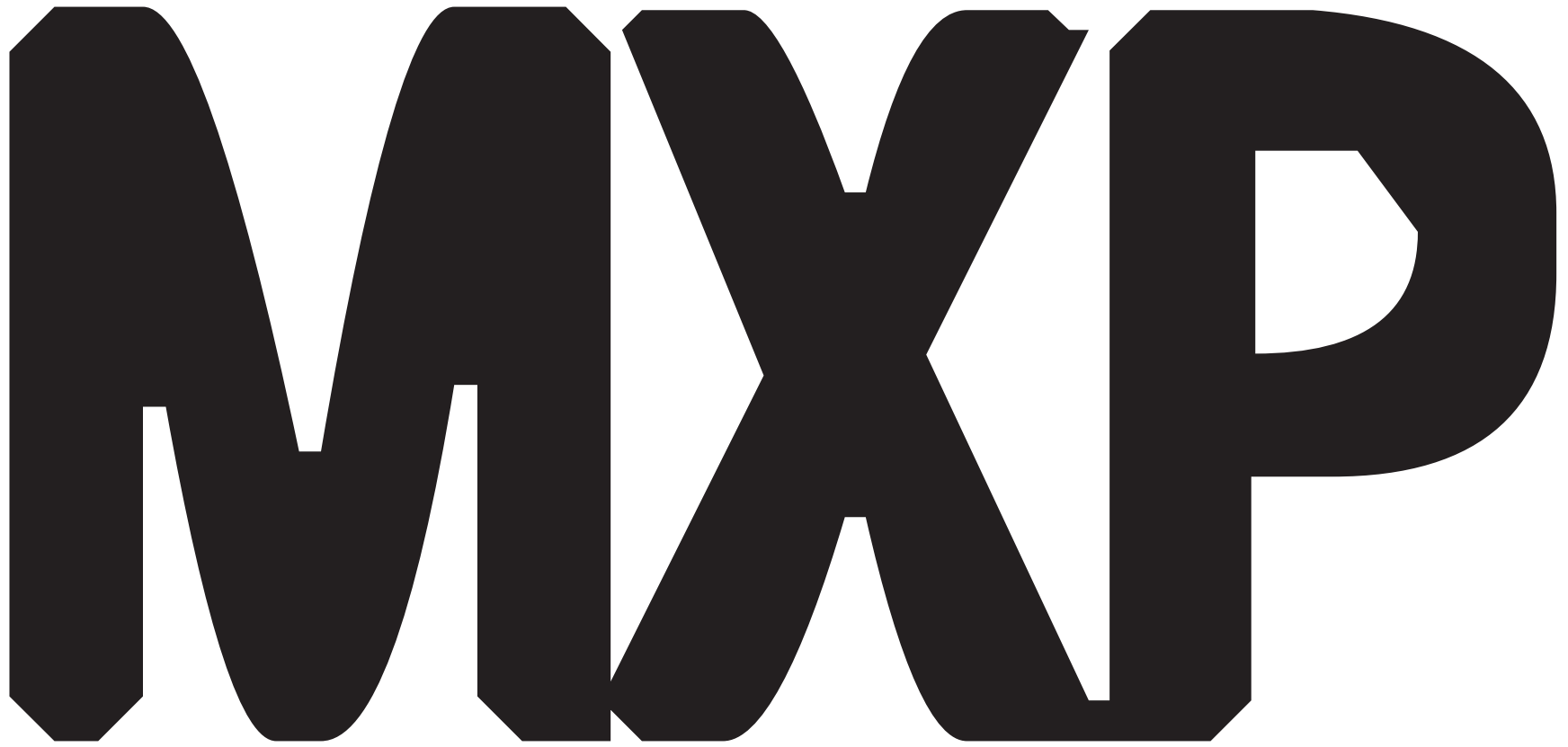
Simbolo utilizzato per indicare i treni Malpensa Express sui quadri orario italiani

Il Malpensa Express è un servizio ferroviario della società Trenord che collega la stazione di Milano Cadorna e la stazione di Milano Centrale all'aeroporto di Milano-Malpensa.

## Storia

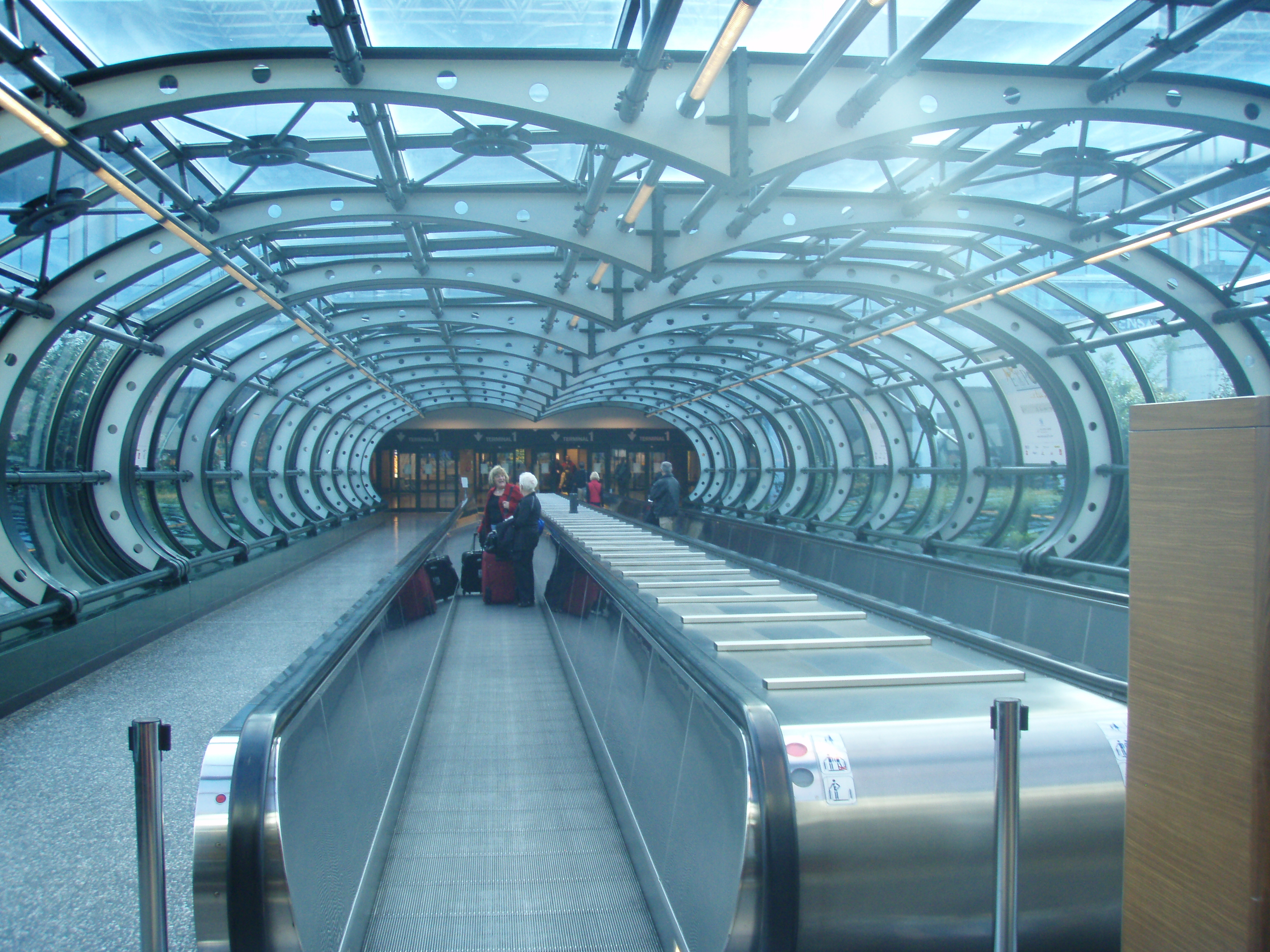
Il collegamento fra l'aeroporto e la stazione al Terminal 1

Il servizio fu attivato nel maggio 1999 in concomitanza dell'apertura del nuovo terminal di Malpensa per il Giubileo del 2000 svoltosi a Roma.
In origine collegava la stazione di Milano Cadorna a quella di Malpensa Aeroporto, situata sotto il Terminal 1 dello scalo, effettuando fermate per servizio viaggiatori a Milano Bovisa Politecnico, Saronno e Busto Arsizio FN. La durata del viaggio era di quaranta minuti, mentre l'orario d'esercizio andava dalle ore 5:00 alle ore 24:00 circa. Il servizio fu gestito dalle Ferrovie Nord Milano fino al 2006, quando la gestione passo in mano a LeNord.
Il 14 dicembre 2008 è stata introdotta una nuova relazione che non effettuava fermate tra le due stazioni capolinea, con un tempo di percorrenza di trentaquattro minuti.
L'apertura del nuovo tunnel ferroviario di Castellanza, avvenuta il 30 gennaio 2010, ha permesso di ridurre il tempo di percorrenza tra le due stazioni capolinea a ventinove minuti per la tipologia senza fermate intermedie e a trentasei minuti per quella con le fermate.
Il 12 dicembre dello stesso anno, a seguito della costruzione di un apposito raccordo ferroviario, è stata introdotta la relazione da e per la stazione di Milano Centrale, con parte delle corse che effettuano le fermate intermedie di Milano Porta Garibaldi, Milano Bovisa, Saronno, Rescaldina, Castellanza, Busto Arsizio FN e Ferno-Lonate Pozzolo (tempo di percorrenza 52 minuti), e altre che effettuano le sole fermate di Milano Porta Garibaldi, Milano Bovisa, Saronno e Busto Arsizio FN (tempo di percorrenza 43 minuti).
In seguito al processo di fusione tra LeNord e la Divisione Regionale Passeggeri di Trenitalia, il servizio è gestito dalla società Trenord.
Con il cambio di orario del 26 aprile 2015, sono state eliminate le corse senza fermate intermedie tra Milano Cadorna e Malpensa.
Il 18 dicembre 2016 è stata attivata la stazione presso il Terminal 2 dell'aeroporto (dove partono e arrivano tutti i voli della compagnia low-cost easyJet, che ne detiene l'utilizzo esclusivo); di conseguenza, la stazione di Malpensa Aeroporto è stata ridenominata Malpensa T1 e tutte le corse del servizio Malpensa Express sono state prolungate da Malpensa T1 a Malpensa T2.
A partire dal mese di marzo 2020, il servizio è stato oggetto di una serie di limitazioni e sospensioni a causa della pandemia di COVID-19, che ha provocato l'imposizione di un lockdown della durata di circa 2 mesi sull'intero territorio italiano e ha causato un forte calo dei collegamenti e dei passeggeri sia in ambito ferroviario che in ambito aereo, con una temporanea sospensione del servizio da e per Milano Cadorna, la limitazione di tutti i treni alla stazione di Malpensa T1 e l'eliminazione della fermata di Busto Arsizio Nord per la metà dei treni da e per Cadorna. I collegamenti sono ritornati gradualmente a regime con l'attenuarsi delle condizioni pandemiche, tornando a servire la stazione di Malpensa T2 solo il 31 maggio 2023, in concomitanza con la riapertura del Terminal 2.

## Il servizio
Le relazioni tra Milano e l'aeroporto di Milano-Malpensa sono due:
- Milano Cadorna – Malpensa Aeroporto Terminal 2;
- Milano Centrale – Malpensa Aeroporto Terminal 2.

### Milano Cadorna-Malpensa
Dalla stazione di Milano Cadorna sono effettuate corse ogni mezz'ora in entrambe le direzioni, che si incrociano a Saronno, ossia quasi perfettamente a metà tra i due capolinea. Le corse da Milano Cadorna partono ai minuti 27 e 57 di ogni ora, quelle da Malpensa Aeroporto T2 ai minuti 20 e 50 di ogni ora.
Prima di arrivare alle stazioni dell'aeroporto (nell'ordine prima al Terminal 1 e poi al Terminal 2), il Malpensa Express che parte da Cadorna ferma a Milano Bovisa-Politecnico (dove trova interscambio con le linee suburbane S1 per Lodi, S2 ed S4 per Camnago-Lentate e Seveso ed S13 per Pavia), a Saronno (dove trova interscambio con la linea S9 per Albairate-Vermezzo e con la linea S1 per Lodi) e a Busto Arsizio Nord (dov'è possibile l'interscambio con la linea S50 della rete celere ticinese). Il tempo di percorrenza è di 37 min. per Malpensa T1 e 43 min. per Malpensa T2; in direzione Milano Cadorna 38 min. da T1 e 44 min. da T2.
Le corse sono accessibili con la tariffa speciale aeroportuale solo se si arriva o si parte da Malpensa; se invece si impiega una corsa del servizio Malpensa Express da/per Cadorna per un viaggio che non ha Malpensa né come origine né come destinazione, è necessario disporre di un titolo di viaggio regionale di prima classe.
La categoria di servizio assegnata a tutte le corse da/per Milano Cadorna è quella di treno Malpensa Express (MXP). Fuori dai confini dell'area urbana milanese, dove sono validi tutti i titoli di viaggio regionali validi su percorsi che iniziano o terminano a Milano e anche i titoli ATM impiegati sui mezzi pubblici urbani di Milano, l'accesso al servizio è consentito solo con titolo di viaggio aeroportuale oppure regionale di prima classe. Negli orari in cui non si effettuano servizi sulla direttrice Milano-Saronno-Novara Nord, parzialmente sovrapposta, sono ammessi nel solo tratto tra Milano e Busto Arsizio Nord anche i viaggiatori provvisti di titolo di viaggio regionale di seconda classe.

### Milano Centrale-Malpensa
Tra la stazione di Milano Centrale e le stazioni di Malpensa Aeroporto sono effettuate corse ogni mezz'ora, di 2 tipologie di servizio, differenti per il numero di fermate: corse classificate come Malpensa Express "MXP" e corse di categoria regionale "R". Il tempo di percorrenza tra le stazioni di Milano Centrale e Malpensa, per entrambe le tipologie di servizio, è di 51 min. per il T1 e 57 min. per il T2.
Le corse di tipologia MXP fermano alle stazioni di Milano Porta Garibaldi, Milano Bovisa, Saronno, Busto Arsizio Nord e Malpensa Aeroporto T1. Durante le fasce orarie in cui il servizio è attivo, queste corse partono da Milano Centrale al minuto 55 e da Malpensa Aeroporto T2 al minuto 7.
Le corse di categoria R fermano alle stazioni di Milano Porta Garibaldi, Milano Bovisa, Saronno, Rescaldina, Castellanza, Busto Arsizio Nord, Ferno-Lonate Pozzolo e Malpensa Aeroporto T1. Durante le fasce orarie in cui il servizio è attivo, queste corse partono da Milano Centrale al minuto 25 e da Malpensa Aeroporto T2 al minuto 37.
I titoli di viaggio validi per l'utilizzo dei suddetti treni variano in base alle stazioni di partenza e arrivo del tragitto prescelto, con generale esclusione dei classici titoli di viaggio regionali per i tragitti che iniziano o finiscono alle stazioni di Malpensa Aeroporto (T1 o T2), per cui occorre la tariffa speciale aeroportuale; se invece si utilizza una corsa del servizio Malpensa Express da/per Centrale per un viaggio che non inizia e non termina a Malpensa, sono validi i classici titoli di viaggio regionali, sia di prima che di seconda classe. Come per i Malpensa Express da e per Cadorna, anche su quelli da e per Centrale, nel solo tratto urbano milanese, sono utilizzabili tutti i titoli di viaggio regionali validi su percorsi con origine o destinazione a Milano e i titoli validi sulla rete urbana ATM.
Anche sull'altro servizio ferroviario che interessa le stazioni di Malpensa, la linea S50 della rete celere del Canton Ticino (gestita da TiLo), esiste uno schema similare secondo cui, in base ai servizi impiegati e alle stazioni di inizio e termine tragitto, sono validi solo alcuni titoli di viaggio.

## Le linee ferroviarie percorse

### Milano Cadorna-Malpensa
Da Milano Cadorna il Malpensa Express percorre la ferrovia Milano-Saronno e poi la Saronno-Novara fino al Bivio Sacconago, posto poco oltre la stazione di Busto Arsizio Nord, per poi proseguire fino all'aeroporto lungo una linea ferroviaria dedicata, arrivando alle stazioni all'interno dell'aeroporto.

### Milano Centrale-Malpensa
I treni del servizio Malpensa Express partono dai binari 1, 2 e 3 della stazione di Milano Centrale (itinerario 1) e percorrono il tratto ferroviario denominato "Manico d'Ombrello" (inaugurato il 31 luglio 2010 appositamente per farvi transitare i treni in servizio tra Centrale e Malpensa ed entrato completamente a regime il 13 settembre dello stesso anno coi primi servizi ad alta velocità verso lo scalo aeroportuale milanese), superano il bivio Mirabello e s'immettono sulla linea proveniente da Greco Pirelli per Porta Garibaldi (linea da Chiasso e Monza). A Porta Garibaldi sostano su binari passanti, solitamente il 13 o il 20. Da qui impiegano la nuova tratta (a nord di quella storica) che attraversa lo scalo Farini, raggiungono il PM Ghisolfa e abbandonano la rete RFI per entrare a Milano Bovisa-Politecnico: da qui in poi il percorso è uguale a quello dei Malpensa Express provenienti da Milano Cadorna.

## Materiale rotabile

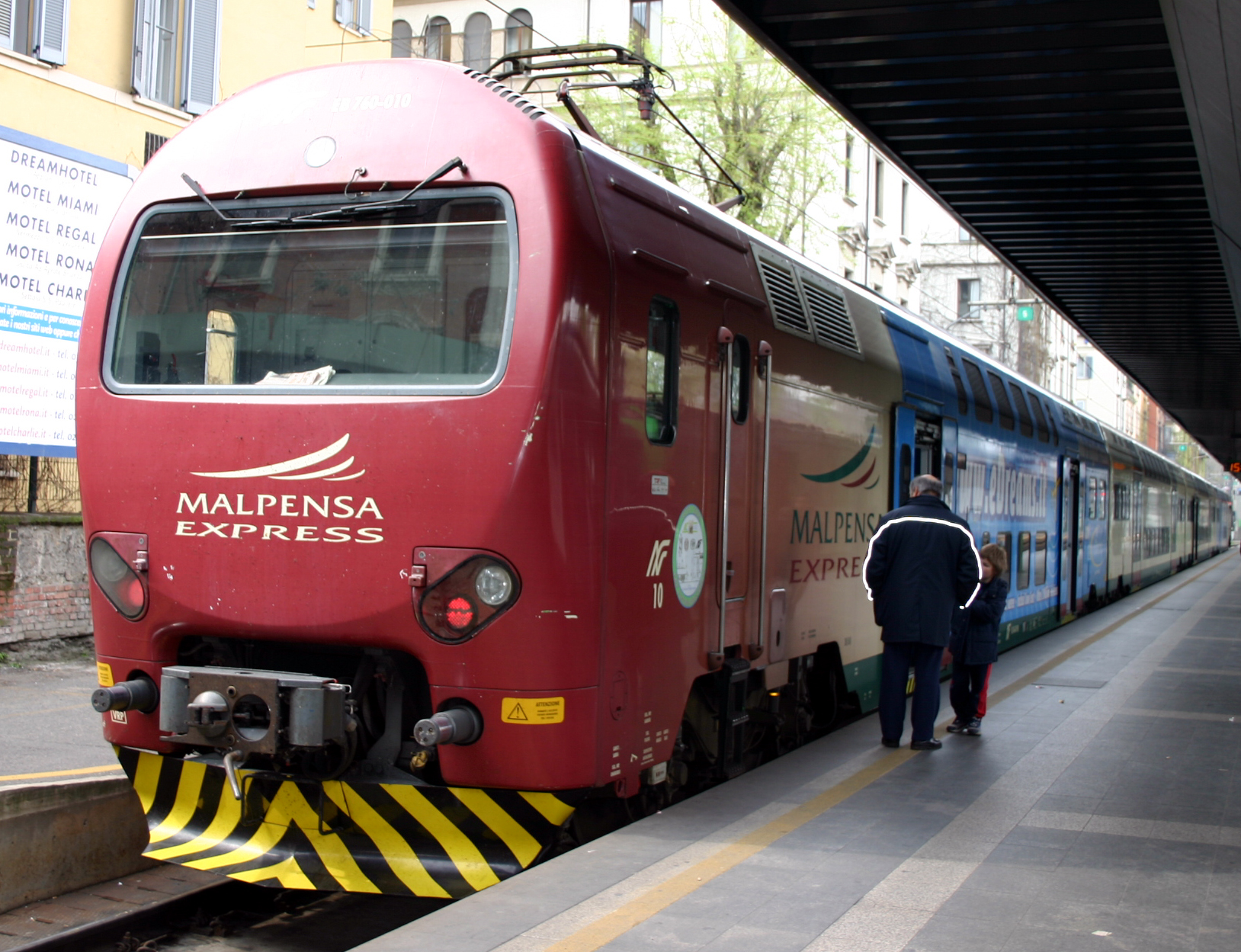
Un TAF Malpensa Express a Milano Nord Cadorna

Le corse Malpensa Express, in origine, venivano tutte effettuate con Treni ad Alta Frequentazione (TAF) con una livrea dedicata, con colori bordeaux, verde scuro e bianco panna e, a volte, con pellicolatura pubblicitaria integrale. I treni viaggiavano in composizione semplice, a 4 elementi, e avevano un allestimento interno diverso da quello dei TAF in servizio su tutte le altre relazioni, realizzato in modo da offrire maggiore spazio per i bagagli voluminosi.
A partire dal mese di giugno 2010 si è iniziato a sostituire i TAF con il nuovo Convoglio Servizio Aeroportuale (CSA), treno derivato dal progetto Coradia-Minuetto ma con 5 casse anziché 3, classificato EA720-treno A501/50x su rete FNM ed ETR 245 FM su rete RFI (primo ordine 01-06; secondo ordine 07-14, introdotti a partire da marzo 2012), appositamente progettato per questo tipo di servizio aeroportuale, nella stessa livrea bordeaux-grigio-panna. Dopo i primi mesi di servizio trascorsi sulla tratta da Milano Cadorna, da giugno 2011 i CSA sono stati impiegati prevalentemente sulla tratta da Milano Centrale. Da febbraio 2012, sulla linea Milano Cadorna - Malpensa, sono stati introdotti alcuni TAF in livrea Trenord. Su entrambe le linee sono stati utilizzati saltuariamente anche TSR a tre casse (R3) o più raramente a cinque casse (R5), in livrea Trenitalia XMPR, LeNord o Trenord. A partire dalla fine del 2012, su entrambe le relazioni aeroportuali, sono stati impiegati di regola esclusivamente CSA, in composizione semplice o doppia, sostituiti, in caso di indisponibilità (i CSA occasionalmente sono impiegati anche sulle linee del servizio suburbano attestate a Cadorna), da ETR 425 oppure TSR, fino al mese di marzo 2025, durante il quale sono stati immessi in servizio i primi elettrotreni a quattro casse ETR 421 "Caravaggio" con allestimento e livrea specifici per il servizio aeroportuale, prodotti da Hitachi Rail.